# Марк Курций Педуцен
Марк Курций Педуцен (на латински: Marcus Curtius Peducaenus) е политик на Римската република през 1 век пр.н.е.
Произлиза от фамилията Курции. Вероятно е син на Секст Педуцей (претор 77 – 75 пр.н.е. на Сицилия) и е осиновен от сенатора Гай Курций.
През 57 пр.н.е. Педуцен е народен трибун. През 50 пр.н.е. той е претор.